# Coppa Svizzera 1965-1966
La Coppa Svizzera 1965-1966 è stata la 41ª edizione della manifestazione calcistica. È iniziata l'8 settembre 1965 e si è conclusa il 19 aprile 1966. Questa edizione della coppa vide la vittoria finale del Zurigo.

## 1º Turno Eliminatorio
| Squadra 1                      | Risultato     | Squadra 2        |
| ------------------------------ | ------------- | ---------------- |
| 12 settembre 1965              |               |                  |
| Alle                           | 5 - 1         | Devellier        |
| Arbon                          | 0 - 4         | Vaduz            |
| Ballspielclub                  | 0 - 7         | Amriswil         |
| Breitenbach                    | 2 - 3         | Delémont         |
| Buchs                          | 1 - 3         | Turgi            |
| Bulle                          | 5 - 4         | Vevey            |
| Buochs                         | 2 - 3         | Emmenbrücke      |
| Burgdorf                       | 2 - 3         | Sparta           |
| Chur                           | 3 - 2(d.t.s.) | Sciaffusa        |
| Colombier                      | 2 - 1         | Neuchâtel Xamax  |
| Concordia Basilea              | 1 - 2         | Birsfelden       |
| Concordia Losanna              | 1 - 4         | Versoix          |
| Dietikon                       | 2 - 0         | Tössfeld         |
| Étoile Carouge                 | 6 - 0         | Renens           |
| Fétigny                        | 4 - 0         | Yverdon          |
| Frauenfeld                     | 1 - 0         | Küsnacht         |
| Friburgo                       | 3 - 0         | Richemond        |
| Fulgor Grenchen                | 1 - 2         | Berna            |
| Hauterive                      | 0 - 1         | Stade Lausanne   |
| Horgen                         | 1 - 9         | Red Star Zurigo  |
| Kriens                         | 5 - 1         | Schötz           |
| Martigny                       | 0 - 1         | Monthey          |
| Mendrisio                      | 3 - 1         | Rapid Lugano     |
| Minerva Berna                  | 4 - 3         | Victoria Berna   |
| Montreux-Sports                | 1 - 0         | Lutry            |
| Nordstern                      | 5 - 1         | Aesch            |
| Oberdorf                       | 1 - 2         | Wettingen        |
| Oerlikon                       | 4 - 3         | Dübendorf        |
| Oerlikon/Polizei               | 3 - 0         | Lachen/Altendorf |
| Olten                          | 7 - 0         | Subingen         |
| Ostermundigen                  | 1 - 7         | Langenthal       |
| Plan-les-Ouates                | 2 - 4(d.t.s.) | Chênois          |
| Turicum                        | 2 - 1         | Uster            |
| Rorschach                      | 4 - 3         | Kreuzlingen      |
| Solduno                        | 0 - 1         | SC Zugo          |
| Star Sécheron                  | 0 - 6         | Meyrin           |
| Uznach                         | 1 - 0         | Widnau           |
| Visp                           | 0 - 1         | Raron            |
| Wohlen                         | 9 - 0         | Sursee           |
| Aegerten-Brügg                 | 2 - 2(d.t.s.) | Fontainemelon    |
| Bavois                         | 1 - 1(d.t.s.) | Forward Morges   |
| Bözingen 34                    | 2 - 2(d.t.s.) | Bienne-Boujean   |
| Mezzovico                      | 2 - 2(d.t.s.) | Locarno          |
| Trimbach                       | 0 - 0(d.t.s.) | Gerlafingen      |
| 19 settembre 1965(Ripetizioni) |               |                  |
| Bienne-Boujean                 | 4 - 0         | Bözingen 34      |
| Fontainemelon                  | 3 - 0         | Aegerten-Brügg   |
| Forward Morges                 | 6 - 0         | Bavois           |
| Gerlafingen                    | 3 - 2         | Trimbach         |
| 22 settembre 1965(Ripetizione) |               |                  |
| Locarno                        | 2 - 1         | Mezzovico        |

## 2º Turno Eliminatorio
Entrano in lizza le squadre di Prima Lega.
| Squadra 1       | Risultato      | Squadra 2        |
| --------------- | -------------- | ---------------- |
| 3 ottobre 1965  |                |                  |
| Alle            | 4 - 3          | Nordstern        |
| Amriswil        | 3 - 1 (d.t.s.) | Uznach           |
| Berna           | 2 - 0          | Minerva Berna    |
| Bienne-Boujean  | 4 - 2          | Sparta           |
| Birsfelden      | 2 - 0          | Delémont         |
| Colombier       | 0 - 4          | Fontainemelon    |
| Dietikon        | 2 - 1          | Oerlikon/Polizei |
| Fétigny         | 2 - 1          | Friburgo         |
| Forward Morges  | 1 - 2          | Chênois          |
| Frauenfeld      | 4 - 1          | Rorschach        |
| Kriens          | 1 - 3          | Zugo             |
| Meyrin          | 2 - 1(d.t.s.)  | Versoix          |
| Mendrisio       | 0 - 4          | Locarno          |
| Montreux-Sports | 1 - 2          | Bulle            |
| Olten           | 1 - 3          | Langenthal       |
| Oerlikon        | 2 - 1          | Turgi            |
| Raron           | 1 - 3          | Monthey          |
| Red Star Zurigo | 2 - 1(d.t.s.)  | Emmenbrücke      |
| Stade Lausanne  | 0 - 1          | Étoile Carouge   |
| Vaduz           | 0 - 3          | Chur             |
| Wettingen       | 3 - 0          | Turicum          |
| Wohlen          | 2 - 1          | Gerlafingen      |

## Trentaduesimi di Finale
Entrano in lizza le squadre di Lega Nazionale B.
| Squadra 1                    | Risultato     | Squadra 2          |
| ---------------------------- | ------------- | ------------------ |
| 17 ottobre 1965              |               |                    |
| Alle                         | 0 - 2         | Porrentruy         |
| Amriswil                     | 0 - 8         | Brühl              |
| Baden                        | 3 - 2         | Birsfelden         |
| Bellinzona                   | 4 - 1         | Red Star Zurigo    |
| Berna                        | 0 - 4         | Soletta            |
| Bienne-Boujean               | 0 - 1         | Thun               |
| Chênois                      | 2 - 1         | Fétigny            |
| Chiasso                      | 1 - 0         | Zugo               |
| Chur                         | 0 - 1         | Frauenfeld         |
| Dietikon                     | 1 - 6         | Blue Stars Zurigo  |
| Fontainemelon                | 4 - 2(d.t.s.) | Moutier            |
| Langenthal                   | 1 - 2         | Aarau              |
| Le Locle-Sports              | 5 - 1         | Bulle              |
| Meyrin                       | 6 - 0         | Monthey            |
| San Gallo                    | 5 - 3         | Wettingen          |
| Winterthur                   | 5 - 1         | Oerlikon/Polizei   |
| Wohlen                       | 1 - 0         | Locarno            |
| Étoile Carouge               | 1 - 1(d.t.s.) | Cantonal Neuchâtel |
| 20 ottobre 1965(Ripetizione) |               |                    |
| Cantonal Neuchâtel           | 2 - 1         | Étoile Carouge     |

## Sedicesimi di Finale
Entrano in lizza le squadre di Lega Nazionale A.
| Squadra 1          | Risultato       | Squadra 2         |
| ------------------ | --------------- | ----------------- |
| 7 novembre 1965    |                 |                   |
| Basilea            | 3 - 1           | Bienne            |
| Blue Stars Zurigo  | 1 - 6           | Zurigo            |
| Cantonal Neuchâtel | 2 - 0(d.t.s.)   | Chênois           |
| Chiasso            | 1 - 2(d.t.s.)   | Brühl             |
| Grasshoppers       | 1 - 2           | Young Fellows     |
| Lucerna            | 3 - 1           | Frauenfeld        |
| Lugano             | 5 - 2           | Wohlen            |
| Meyrin             | 1 - 2           | La Chaux-de-Fonds |
| Porrentruy         | 2 - 5           | Young Boys        |
| San Gallo          | 2 - 1           | Baden             |
| Servette           | 5 - 2           | Fontainemelon     |
| Sion               | 0 - 1           | Le Locle-Sports   |
| Soletta            | 5 - 1           | Aarau             |
| Thun               | 3 - 0 (Forfait) | Grenchen          |
| Urania Ginevra     | 1 - 5           | Losanna           |
| Winterthur         | 0 - 2           | Bellinzona        |

## Ottavi di Finale
| Squadra 1                     | Risultato     | Squadra 2         |
| ----------------------------- | ------------- | ----------------- |
| 19 dicembre 1965              |               |                   |
| Basilea                       | 3 - 1         | Lucerna           |
| Cantonal Neuchâtel            | 2 - 1         | Young Fellows     |
| Le Locle-Sports               | 1 - 3         | Brühl             |
| Lugano                        | 1 - 2         | Zurigo            |
| San Gallo                     | 1 - 2         | La Chaux-de-Fonds |
| Servette                      | 1 - 0         | Losanna           |
| Young Boys                    | 5 - 1         | Soletta           |
| Bellinzona                    | 2 - 2(d.t.s.) | Thun              |
| 26 dicembre 1965(Ripetizione) |               |                   |
| Thun                          | 2 - 3         | Bellinzona        |

## Quarti di Finale
| Squadra 1          | Risultato | Squadra 2         |
| ------------------ | --------- | ----------------- |
| 27 febbraio 1966'  |           |                   |
| Cantonal Neuchâtel | 3 - 2     | Brühl             |
| Servette           | 2 - 1     | La Chaux-de-Fonds |
| Young Boys         | 1 - 2     | Basilea           |
| Zurigo             | 5 - 1     | Bellinzona        |

## Semifinali
| Squadra 1     | Risultato | Squadra 2          |
| ------------- | --------- | ------------------ |
| 20 marzo 1966 |           |                    |
| Basilea       | 1 - 3     | Servette           |
| Zurigo        | 4 - 2     | Cantonal Neuchâtel |

## Finale
| Arbitro: | Bucheli (Lucerna) |

|                                                                                    |            |                                                                                                |
| Winiger 31’ Kunzly 66’                                                             | Marcatori  |                                                                                                |
| Iten Munch Stierli Leimgruber Brodmann Bäni Kuhn Martinelli Kunzly Stürmer Winiger | Formazioni | Barlie Maffiolo Kaiserauer Mocellin Makay Pazmandy Nemeth Georgy Daina Vonlanthen Schindelholz |
| Maurer                                                                             | Allenatori | Leduc                                                                                          |